# باك واتس
باك واتس هو سياسي كندي، ولد في 1944 في Grand Tracadie, Prince Edward Island ‏ في كندا. نشط حزبياً في الحزب الليبرالي في جزيرة الأمير إدوارد ‏. وقد انتخب عضو الجمعية التشريعية لجزيرة الأمير إدوارد ‏ عن دائرة Tracadie-Hillsborough Park ‏ خلال فترته النيابية ‏.